# Жорж Мейер
Жорж Мейер (фр. Georges Meyer, наст. имя и фам.  Жозеф-Луи Мундвиллер, фр. Joseph-Louis Mundwiller, 10 апреля 1886, Мюлуз, Эльзас — 9 июля 1967, Энгьен-ле-Бэн, Франция) — французский кинооператор, работавший в России, один из пионеров российского кинематографа.

## Работа в России
Когда придворный кинооператор Романовых Болеслав Матушевский уехал в Варшаву, оказалось, что придворные фотографы плохо владеют техникой киносъёмки. Так как при дворе говорили  в основном по-немецки, стали искать немецкого инструктора. Мундвиллер был эльзасец. Его и пригласили в качестве немца ко двору.
С 1907 по 1914 год под псевдонимом Жорж Мейер работал в России — сначала помощником придворного кинооператора, затем в российском отделении фирмы «Братья Пате», а позже в торговом доме П. Тиман и Ф. Рейнгардт.
Он снимал царскую хронику, снял полуигровой фильм «Донские казаки». Работал над серией видовых картин под общим названием «Живописная Россия». Ему также принадлежат съемки Льва Толстого (1909—1910).
За время работы в игровом кинематографе в России с осени 1909 года снял около 70 фильмов.
Оказал большое влияние на развитие российской кинооператорской школы.
В 1914 году с началом Первой мировой войны был выслан из России и под своей настоящей фамилией продолжил работу в качестве кинооператора во Франции.

## Фильмография

### 1907-09
- 1907 — Донские казаки (фильм, 1907)
- 1908 — Москва в снежном убранстве[3]
- 1908 — Антошка первый раз в Варшаве
- 1909 — Ухарь-купец[4]
- 1909 — Украинская легенда
- 1909 — Вий

### 1910
- 1910 — Поединок (фильм, 1910)
- 1910 — Пётр Великий
- 1910 — Марфа-посадница (фильм)
- 1910 — Мара (фильм)
- 1910 — Лейтенант Ергунов (фильм)
- 1910 — Лехаим — сценарист (автор идеи) и оператор[5]
- 1910 — Княжна Тараканова (фильм)
- 1910 — Анна Каренина (фильм, 1910)

### 1911
- 1911 — Сказка о рыбаке и рыбке (фильм, 1911)[6]
- 1911 — С плахи под венец
- 1911 — Роман с контрабасом
- 1911 — В дни гетманов

### 1912
- 1912 — Уход великого старца[7]
- 1912 — Тайна дома номер пять
- 1912 — Лишённый солнца
- 1912 — Жених (фильм, 1912)
- 1912 — 1812 год (фильм)[8]
- 1912 — Рахиль

### 1913
- 1913 — Любовь японки
- 1913 — Гайда, тройка
- 1913 — Ключи счастья